# 케이시 애플렉
케일럽 케이시 맥과이어 애플렉(영어: Caleb Casey McGuire Affleck, 1975년 8월 12일 ~ )은 미국의 배우, 영화 감독, 영화 제작자와 영화 각본가이다. 1988년 TV 영화 《레몬 스카이》의 아역으로 첫 데뷔하였다. 그의 초창기 연기 경력으로는 구스 반 산트 감독의 영화 《투 다이 포》 (1995), 《굿 윌 헌팅》 (1997)와 《제리》(2002)에 출연하였다. 그는 범죄 코미디 영화 시리즈 오션스 일레븐 (2001–2007)에 출연하였다. 애플렉은 《비겁한 로버트 포드의 제시 제임스 암살》(2006)에서 그의 연기는 비평가들의 찬사를 받아 미국 아카데미상 최우수 남우조연상에 후보에 올랐다. 그의 형 벤 애플렉이 연출한 《가라, 아이야, 가라》에 출연하였다. 2010년, 그의 아내의 오빠 호아킨 피닉스의 은퇴 이후 삶을 조명한 마큐멘터리 《나는 아직 여기 있다》를 연출하였다. 그는 또한 호평을 받은 영화 《아웃 오브 더 퍼니스》, 《에인트 뎀 바디스 세인츠》(2013) 등에 출연하였다.
2016년, 애플렉은 범죄 스릴러 영화 《트리플 9》, 재난 드라마 영화 《더 파이니스트 아워스》에 이어 드라마 영화 《맨체스터 바이 더 씨》에 출연했다. 그의 연기는 비평가들의 찬사를 받아 골든글로브상과 영국 아카데미 영화상(BAFTA), 미국 아카데미상 최우수 남우주연상을 수상했다.

## 성장 과정 및 교육
애플렉은 매사추세츠주, 팰머스에서 태어났다. 그는 잉글랜드계, 아일랜드계, 스코틀랜드, 독일계의 후손으로 알려졌다. 그의 어머니는 크리스토퍼 앤 "크리스" (결혼 전 성씨는 볼트)로 그녀의 어머니 엘리자베스 쇼(결혼 전 성씨는 로버츠)는 뉴욕의 어퍼이스트사이드에 위치한, 근대미술관(MoMA)에서 오랜 기간 일반적인 홍보 감독으로 일하였고, 그녀의 어머니의 두 번째 남편 새뮤엘 쇼는 변호사였다. 그녀의 아버지 오브라이언 "오비" 볼트는, 뉴욕 시립대학교 정치학 교수이자 민주당 운동가였다. 애플렉의 외가쪽의 증조부 중 한 사람인 애덤 랜킨 알렉산더는 하원 의원이였다.
애플렉의 아버지 티머시 바이어스 애플렉은 로드아일랜드주 출신으로 1960년 중반 보스턴 극장에서 연극 매니저, 감독, 극작가와 배우로 활동하였고, 애플렉이 어린 시절 그는 자동차 정비사, 목수, 마권업자, 전기기사, 바텐더와 하버드 대학교에서 수위로 근무했다. 그의 부모는 그가 만 8세때 그의 아버지의 만성 알콜 중독으로 인해 이혼하였고, 애플렉은 그의 어머니와 함께 살았다. 애플렉이 만 13세가 되던 해, 그의 아버지는 캘리포니아주, 인디오로 이동하였고, 알콜 중독에 대한 상담 및 재활 치료를 받으며 이후 그의 아들들과 다시 재회하였다.
애플렉에게는 그의 3살 연상의 형 벤 애플렉이 있다. 그들은 어린 시절 맷 데이먼과 친구로 지냈다. 그는 성공회 집안에서 성장하였다. 어린 시절, 그는 고양이, 뱀, 햄스터와 거북이를 포함한 여러 애완 동물을 키웠다. 1993년 6월, 애플렉은 캠브리지 린지 앤 래틴을 졸업하였다. 그는 고등학교 시절 드라마 교사 게리 스페카에 영감을 받았다고 한다. 애플렉은 조지 워싱턴 대학교에서 1년간 정치학을 공부하고, 이후 뉴욕에 위치한 컬럼비아 대학교에 편입했고 그는 물리학, 천문학과 서양 철학을 2년간 공부하였지만 졸업은 하지 않았다. 애플렉은 고등학교를 졸업한 후, 1990년대 초 대학을 다니는 동안 텔레비전 일을 시작으로 연기를 병행하였다.

## 개인 생활
애플렉은 6년여간 교제한 여배우 섬머 피닉스와 2006년 6월 3일 조지아주 사반나에서 결혼식을 올렸다. 두 사람은 그녀의 오빠 호아킨 피닉스의 소개로 첫 만남을 가졌다. 그들에게는 두 명의 아들이 있으며, 인디아나 어거스트(2004년 5월, 암스테르담 출생)과, 아티쿠스(2008년 1월, 로스앤젤레스 출생)이 있다. 2006년부터, 그의 가족은 로스펠리스, 로스앤젤레스에서 거주하고 있다. 2016년 3월, 애플렉은 피닉스와 별거 중임을 언론에 보도하였다.
애플렉은 PETA와 동물 학대와 공장식 축산을 반대하는 동물 보호단체인 팜 생크츄어리의 캠페인을 지지하며 많은 동물권 운동을 하고 있다. 그는 채식 주의자로 "고기 또는 동물 가공 음식을 먹지 않는다"라고 밝혔다.
2010년, 애플렉은 같이 일하던 두 명의 여성 동료로부터 성추행 혐의로 고소를 당했다. 하지만 애플렉은 "그들은 영화 제작에서 손을 뗀지 1년이나 지난 상태"라며 "이제와 이런 악의적인 주장을 하는 것은 영화 배급권을 둘러싼 불만으로 앙심을 품은 것"이라고 반박하며 "이에 대해 강경하게 대응할 것이며 맞고소를 제기할 것"이라고 밝혔다. 이 사건은 법정 밖에서 해결되며 마무리 되었다.

## 필모그래피

### 영화
| 연도 | 제목                                                                                             | 역할                 | 비고             |
| ---- | ------------------------------------------------------------------------------------------------ | -------------------- | ---------------- |
| 1995 | 투 다이 포 To Die For                                                                            | 러셀 하인스          |                  |
| 1996 | 레이싱 Race the Sun                                                                              | 다니엘 웹스터        |                  |
| 1997 | 체이싱 아미 Chasing Amy                                                                          | 리틀 키드            |                  |
| 1997 | 굿 윌 헌팅 Good Will Hunting                                                                     | 모건 오몰리          |                  |
| 1998 | 데저트 블루 Desert Blue                                                                          | 피트 키플러          |                  |
| 1999 | 비포 뉴 이어 200 Cigarettes                                                                      | 톰                   |                  |
| 1999 | 아메리칸 파이 American Pie                                                                       | 톰 마이어스          | 크레딧에 없음    |
| 1999 | 플로팅 Floating                                                                                  | 프렙 No. 1           |                  |
| 2000 | 드라우닝 모나 Drowning Mona                                                                      | 바비 칼존            |                  |
| 2000 | 러브 인 텍사스 Committed                                                                         | 제이                 |                  |
| 2000 | 햄릿 2000 Hamlet                                                                                 | 포틴브라스           |                  |
| 2000 | 어텐션 쇼퍼스 Attention Shoppers                                                                 | 제드                 |                  |
| 2001 | 오션스 일레븐 Ocean's Eleven                                                                     | 버질 맬로이          |                  |
| 2001 | 아메리칸 파이 2 American Pie 2                                                                   | 톰 마이어스          |                  |
| 2001 | 소울 서바이벌 Soul Survivors                                                                     | 숀                   |                  |
| 2002 | 제리 Gerry                                                                                       | 제리                 | 또한 각본        |
| 2004 | 오션스 트웰브 Ocean's Twelve                                                                     | 버질 맬로이          |                  |
| 2005 | 론섬 짐 Lonesome Jim                                                                             | 짐                   |                  |
| 2006 | 라스트 키스 The Last Kiss                                                                        | 크리스               |                  |
| 2007 | 오션스 13 Ocean's Thirteen                                                                       | 버질 맬로이          |                  |
| 2007 | 비겁한 로버트 포드의 제시 제임스 암살 The Assassination of Jesse James by the Coward Robert Ford | 로버트 포드          |                  |
| 2007 | 가라, 아이야, 가라 Gone Baby Gone                                                                | 패트릭 켄지          |                  |
| 2007 | Lorran E Ge                                                                                      | 빈칸                 | 단편 영화; 감독  |
| 2010 | 킬러 인사이드 미 The Killer Inside Me                                                            | 루 포드              |                  |
| 2010 | 나는 아직 여기 있다 I'm Still Here                                                               | 빈칸                 | 머큐멘터리; 감독 |
| 2011 | 타워 하이스트 Tower Heist                                                                        | 찰리 깁스            |                  |
| 2012 | 파라노만 ParaNorman                                                                              | 밋치 다운 (더빙)     | 애니메이션 영화  |
| 2012 | 파라다이스 로스트 Paradise Lost                                                                  | 가브리엘             |                  |
| 2013 | 에인트 뎀 바디스 세인츠 Ain't Them Bodies Saints                                                 | 밥 멀둔              |                  |
| 2013 | 아웃 오브 더 퍼니스 Out of the Furnace                                                           | 로드니 베이즈 주니어 |                  |
| 2014 | 인터스텔라 Interstellar                                                                          | 톰                   |                  |
| 2015 | 유니티 Unity                                                                                     | 내레이션             | 다큐멘터리 영화  |
| 2016 | 맨체스터 바이 더 씨 Manchester by the Sea                                                        | 리 챈들러            |                  |
| 2016 | 더 파이니스트 아워스 The Finest Hours                                                            | 레이 시버트          |                  |
| 2016 | 트리플 9 Triple 9                                                                                | 크리스 앨렌          |                  |
| 2017 | 고스트 스토리 A Ghost Story                                                                      | C                    |                  |
| 2018 | 올드 맨 앤 더 건 The Old Man and the Gun                                                         | 존 헌트              |                  |
| 2018 | 라이트 오브 마이 라이프 Light of My Life                                                         | 아버지               | 또는 각본과 감독 |
| 2020 | 더 월드 투 컴 The World to Come                                                                  |                      |                  |
| 2024 | 인스티게이터 The Instigators                                                                     | 코비                 |                  |

### 텔레비전
| 연도 | 제목                                                    | 역할                        | 비고                                        |
| ---- | ------------------------------------------------------- | --------------------------- | ------------------------------------------- |
| 1988 | 레몬 스카이 Lemon Sky                                   | 제리                        | 텔레비전 영화                               |
| 1990 | 더 케네디 오브 매사추세츠 The Kennedys of Massachusetts | 로버트 케네디 (12–15세)     | 텔레비전 미니시리즈                         |
| 2010 | WWII in HD: The Air War                                 | 조 아르마니니 (목소리 출연) | 텔레비전 영화                               |
| 2016 | 새터데이 나이트 라이브 Saturday Night Live              | 본인 (호스트)               | 에피소드: "Casey Affleck/Chance the Rapper" |